# Cryptobasidium ocoteae
Cryptobasidium ocoteae är en svampart som beskrevs av Lendn. 1921. Cryptobasidium ocoteae ingår i släktet Cryptobasidium och familjen Cryptobasidiaceae.   Inga underarter finns listade i Catalogue of Life.